# Il grande divorzio
Il grande divorzio è un libro di Clive Staples Lewis pubblicato nel 1946. Il libro si sviluppa seguendo l'autore in un sogno in cui visita l'aldilà.

## Trama
Il libro comincia con il viaggio che l'autore compie dalla città grigia, perennemente al crepuscolo (l'inferno), al paradiso insieme ad altre anime. I primi capitoli del libro si svolgono quindi sull'autobus che porta le anime, e qui il protagonista parla dell'inferno con gli altri occupanti dell'autobus.
Una volta giunte al paradiso, che si presenta come una immensa prateria in cima ad un altissimo dirupo in cui il sole è sempre sul punto di sorgere, le anime scoprono di essere inconsistenti, degli spettri, incapaci anche solo di piegare i fili d'erba che calpestano o di sollevare una foglia caduta.
Dopo poco le anime giunte dall'inferno vedono arrivare le anime del paradiso che, a differenza loro, sono perfettamente inserite nell'ambiente. Ogni anima del paradiso viene per convincere un'anima appena giunta che è possibile restare in quel luogo e, anzi, per invitarla a compiere il viaggio verso le montagne dove si trova il vero paradiso.
Per poter diventare consistente e intraprendere il viaggio ogni anima dovrà fare i conti con le resistenze che le impediscono di uscire da sé stessa e cercare Dio senza condizioni.
L'autore incontra George MacDonald che gli si offre come guida. I due viandanti hanno modo di assistere alle conversazioni tra gli spettri e le anime del paradiso e discutere degli ostacoli che gli spettri stessi oppongono alla loro salvezza.
Alla fine George MacDonald impone all'autore di essere molto chiaro al suo ritorno su quello che ha visto (è solo un sogno) e gli mostra come in realtà quello che ha visto non è altro che un'allegoria delle scelte che ad ogni momento le persone devono prendere nella loro vita. Dopo questo comincia a sorgere il sole e l'autore si sveglia di soprassalto.

## Luoghi
La storia si svolge tra inferno e paradiso, il primo è descritto prevalentemente tramite le conversazioni che l'autore ha con gli altri spettri mentre il secondo è descritto direttamente.

### L'inferno
L'inferno è una enorme città disabitata. Gli abitanti sono così presi dal loro egoismo che sono incapaci di vivere nello stesso luogo, per cui continuamente si spostano verso la periferia in cui immaginano di costruirsi una casa e vivono in quella casa immaginaria finché non arriva qualcun altro che si stabilisce nei pressi e quindi loro si spostano ancora più lontano. Queste case immaginarie non forniscono alcun riparo, neanche dalla pioggia, e gli abitanti le costruiscono esclusivamente per un senso di sicurezza. La città, infatti, è sempre al crepuscolo, e vive nel terrore che giunga la notte. In un punto della città vi è una fermata dell'autobus, da qui le anime possono andare in paradiso.
Più avanti nel libro George MacDonald rivela al protagonista che in realtà l'inferno è piccolo, così piccolo che potrebbe essere contenuto in meno di un atomo di paradiso, e in meno di un ciottolo della terra.

### Il paradiso
Il paradiso è una immensa distesa di erba, alberi e cespugli, attraversata da fiumi e torrenti e abitata da ogni sorta di animali. Per raggiungerla l'autobus delle anime vola fino alla cima di un altissimo dirupo. Il paradiso è illuminato dalla luce dell'aurora e le anime che vi abitano sono in costante attesa del sorgere del sole. Le anime appena giunte dall'inferno non possono vivere in questo luogo, sono inconsistenti e camminare sull'erba per loro è come camminare su dei durissimi spuntoni. I beati chiamano questa radura "valle dell'ombra di vita", mentre chiamano l'inferno "valle dell'ombra di morte". Questo è il luogo in cui alle anime giunte dall'inferno viene proposto di incamminarsi verso le montagne, dove si trova il vero paradiso.

## Personaggi
Ad eccezione di George MacDonald, nessuno dei personaggi presenti nel libro è riconducibile a una persona precisa. Degli altri spettri e anime beate non sempre viene fornito un nome, ma si tratta sempre di persone che in qualche modo hanno avuto rapporti tra di loro nella vita terrena (fratelli, amici, rapporti di lavoro ecc.). Di questi personaggi infatti è importante non tanto chi sono, ma cosa gli impedisce di rinunciare a sé stessi per vivere la gioia del paradiso.

### Il protagonista
Il protagonista parla in prima persona e tutto il libro non è altro che il racconto del suo sogno. Di lui non traspare quasi niente, solo alcuni piccoli riferimenti autobiografici riconducibili all'autore del libro. Il libro comincia quando il protagonista si trova nei pressi della fermata dell'autobus. Non si sa come ci sia arrivato e perché. Solo alla fine del libro sarà chiaro che il racconto è in realtà un sogno, o forse una visione che il protagonista ha avuto addormentandosi mentre scriveva o forse cadendo dalla seggiola.

### George MacDonald
La presenza di un mentore che spiega al protagonista ciò che vede è un chiaro riferimento alla Divina Commedia di Dante. MacDonald è uno dei "consistenti", cioè delle anime che vivono nel paradiso. Il protagonista lo incontra mentre sta vagando per la prateria. Egli fornisce al protagonista le chiavi di lettura per capire quello che sta vedendo accadere sotto i propri occhi.

## Edizioni
- Clive Staples Lewis, Il grande divorzio, Milano, Jaca book, 2007, ISBN 978-88-16-50265-9.